# Diadema (champignon)
Pour les articles homonymes, voir Diadema.
Genre
Diadema est un genre de champignons de la famille des Diademaceae.

## Liste des espèces et sous-espèces
Selon Catalogue of Life (30 mai 2013) et Index Fungorum (30 mai 2013) :
- Diadema acutum Shoemaker & C.E. Babc. 1989
- Diadema ahmadii Kaz. Tanaka & S.H. Iqbal 2010
- Diadema cinctum Shoemaker & C.E. Babc. 1989
- Diadema curtum Shoemaker & C.E. Babc. 1989
- Diadema hexamerum Shoemaker & C.E. Babc. 1989
- Diadema obtusum Shoemaker & C.E. Babc. 1989
- Diadema sieversiae (Peck) Huhndorf 1992
- Diadema tetramerum Shoemaker & C.E. Babc. 1989